# Fosnavåg
Fosnavågⓘ ist eine Ortschaft auf der Insel Bergsøya an der norwegischen Westküste im Fylke Møre og Romsdal. In Fosnavåg befindet sich das Verwaltungszentrum der Gemeinde Herøy, zu der neben der Insel Bergsøya die Inseln Herøya, Leinøya, Remøya, Runde und Nerlandsøya sowie ein Teil der Insel Gurskøya gehören.

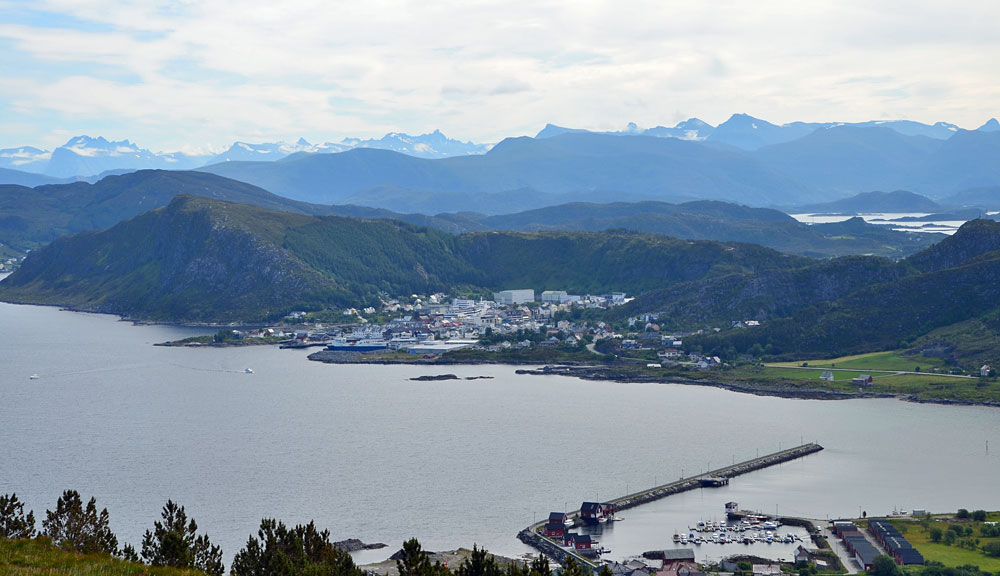
Fosnavåg von der Nachbarinsel Nerlandsøya aus gesehen.

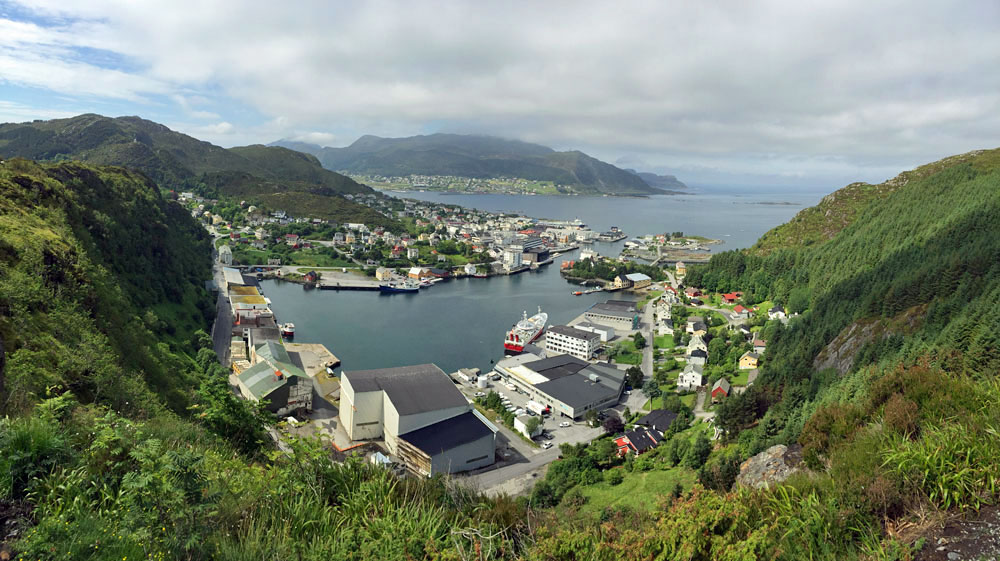
Fosnavåg vom Rundweg „Heid tursti“ am Berg Hornseten, 2016

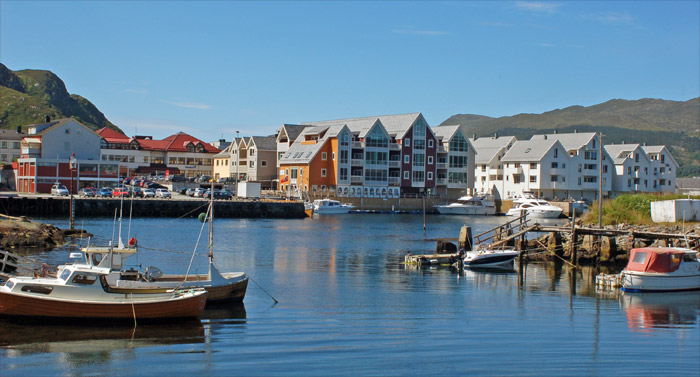
Hafen von Fosnavåg

„Fischerfrau mit Kind(ern)“, Bronzestatue von Tore Bjørn Skjølsvik von 1997, Vågsplassen, Fosnavåg

2014 hatte die Stadt 3522 Einwohner.
Fosnavåg besitzt einen natürlichen Hafen und ist einer der größten Fischereiorte der Region Sunnmøre. Seit dem Jahr 2002 hat Fosnavåg den Status einer Stadt. Damit dürfen Schiffe mit Fosnavåg (auch Fosnavaag) als Heimathafen registriert werden. Neben zahlreichen Fischerei- und Versorgungsschiffen für die Ölindustrie sind die Küstenwachschiffe Harstad, Farm und Njord in Fosnavåg registriert.

## Wirtschaft
Die lokale Zeitung „Vestlandsnytt“ und die Webzeitung „Herøynytt“ haben wie die Havila Group mit ihrer Tochtergesellschaft Havila Shipping ihren Sitz in Fosnavåg.

## Persönlichkeiten
In Fosnavåg wurde 1963 die Neurowissenschaftlerin May-Britt Moser geboren, die 2014 neben ihrem Mann Edvard Moser und John O’Keefe den Nobelpreis für Medizin oder Physiologie erhielt.